# Rhododendron moulmainense
Rhododendron moulmainense är en ljungväxtart som beskrevs av William Jackson Hooker. Rhododendron moulmainense ingår i släktet rododendron, och familjen ljungväxter. Inga underarter finns listade i Catalogue of Life.

## Bildgalleri

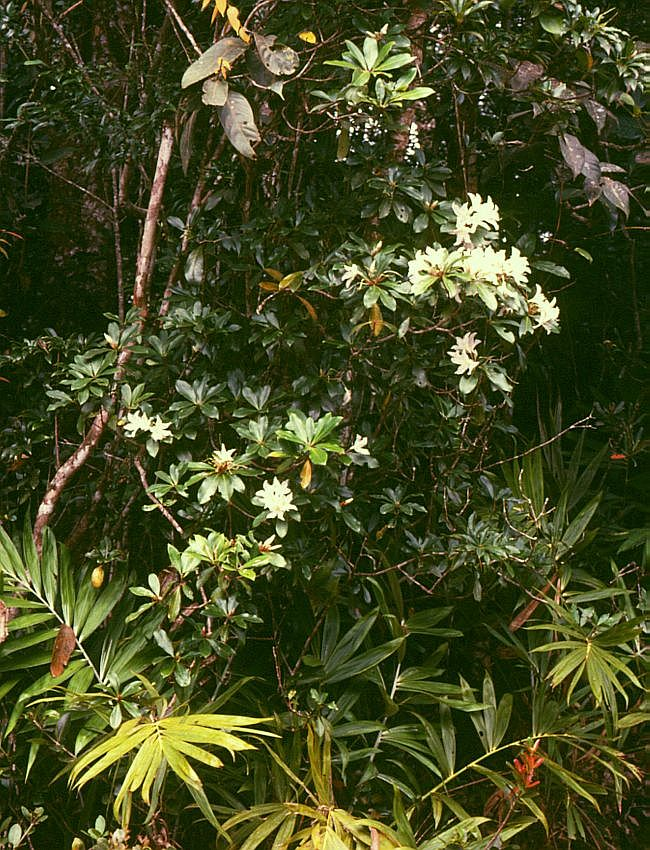
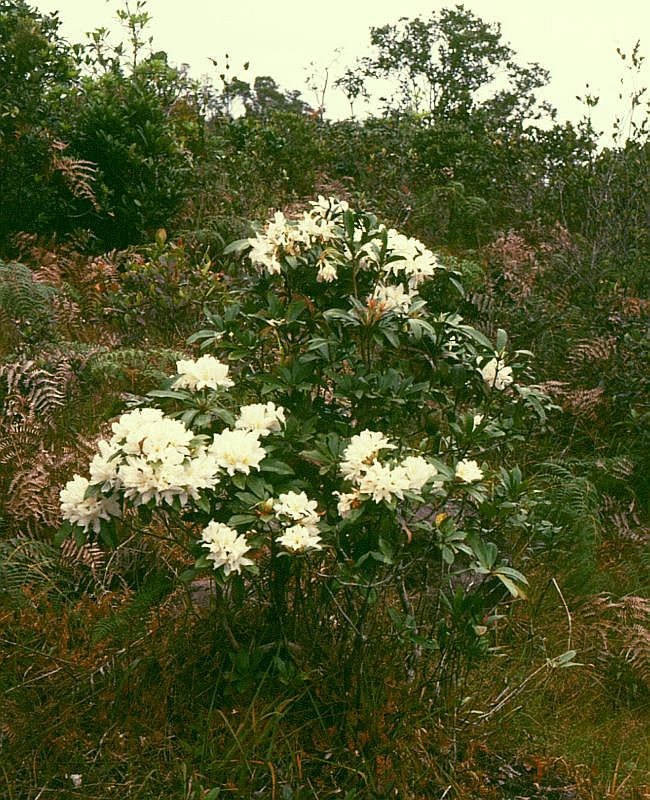